# Poupou

Poupou (Wandpaneel) der Te Aitanga-a-Hauiti Community

Der Begriff Poupou, manchmal verkürzt auch nur Pou geschrieben, hat in der Kultur der Māori in Neuseeland verschiedene Bedeutungen, wobei in westlichen Kulturen zumeist darunter aus Holz geschnitzte Wandfiguren, Vertäfelungen oder Pfosten verstanden werden, die als Wandschmuck in und als Hausschmuck vor den Wharenui (Versammlungshäuser) mit mythologischem Bezug Verwendung finden. Das Poupou wird ebenso als eine Darstellung von Ahninnen und Ahnen verstanden und wird daher einem Menschen gleichgestellt.

## Beschreibung
Poupou werden von den Māori als Träger von Erzählungen über das betreffende Gebiet betrachtet. Das Poupou besteht aus einer länglichen breiten Holzplatte, die an der Vorderseite geschnitzt ist, um Ahnen darzustellen. Die Figur wird aus einem massiven Holzblock geschnitzt, ist flach, detailliert und präzise, mit weichen, abgerundeten Linien in der Hauptfigur. In der Regel wird Hartholz, wie das des Rimu (Dacrydium cupressinum), des Mataī (Prumnopitys taxifolia) oder des Tōtara (Podocarpus totara) verwendet.
Eine universelle Beschreibung der Bedeutung und Funktion eines Poupous ist nicht möglich, jedoch kann die Akkumulierung verschiedener Bedeutungen und Funktionen dabei helfen, das neuseeländische Wandpaneel besser zu begreifen. Das Māori Wort Poupou oder auch kurz Pou lässt sich in der deutschen Sprache mit Pfosten oder Pfeiler übersetzen. Das Poupou kann somit unter anderem die Funktion des wichtigsten Kunstwerks für die Innenwände eines Versammlungshauses haben. Es bestimmt somit die künstlerische Gestaltung des Innenraumes. Zusätzlich dazu können Poupous auch eine statische Aufgabe in den Versammlungshäusern der übernehmen. Die Poupous werden in diesem Fall senkrecht in den Grund eingegraben und stabilisieren somit die Stellen, an denen außerhalb zwei Planken aneinander treffen. Die Poupous, welche sich in oder unter dem Vordach eines Wharenui (Versammlungshaus) befanden, waren unter anderem mit vielen symbolischen aus der Mythologie abgeleiteten Bezügen versehen. Ein Poupou wurde in der Regel geschafft, um die spirituelle Verbindung zwischen dem Iwi (Community) und ihren Ahninnen und Ahnen darzustellen. Das Poupou kann auch mit Darstellungen der ancestralischen Geschichte und Legenden des Iwi (Community) verziert sein. Daher wird jedes Poupou mit höchstem Respekt behandelt, da es sich um die Begegnung der Ahninnen und Ahnen handelt.

## Hinematioro Poupou
Das in Deutschland am bekannteste Poupou ist das der Te Aitanga-a-Hauiti Community. Das sich momentan in Tübingen befindende Poupou ist eine Ahnendarstellung, welche in Verbindung mit der Māori Königin Hinematioro steht. Sie wird beschrieben als eine Frau von großer Schönheit und war bekannt für ihre Freundlichkeit, Gastfreundschaft und gute Führung. Hinematioro lebte normalerweise in Ūawa; ihre Zufluchtsstätte war Te Pourewa, eine Insel vor dem südlichen Arm des heutigen Tolaga Bay. Sie war eine anerkannte Anführerin von Te-Aitanga-a-Hauiti, aber ihr Einflussbereich erstreckte sich viel weiter. Ihr Ansehen reichte von Poverty Bay bis Hicks Bay. Es wird davon ausgegangen, dass Hinematioro um die Zeit lebte, als James Cook im Jahr 1769 Neuseeland zum ersten Mal „besuchte“.
Die genaue Geschichte von Hinematioros Poupou bezieht sich daher auf grundsätzlich unterschiedlichen Annahmen der Realitäten und verschiedenen Wissenssystemen. Grund dafür ist zum einen, dass durch die zunehmende Anzahl europäischer Schiffe die lokale Bevölkerung rapide sank. Das führt zu einer Unterbrechung der mündlichen Überlieferungen und einem heute lückenhaften Einblick in diese Form des Wissens. Zum anderen führte Tupaias Tod in Batavia zu weiteren Lücken dieser Geschichte. Die Geschichte des Poupous beinhaltet somit die Möglichkeit einer ungefragten Mitnahme von Joseph Banks, einem Austausch zwischen Hinematioro und James Cook oder einem Geschenk an den Übersetzer und Navigator Tupaia. Tupaia verstarb jedoch auf der weiteren „Expedition“ der Endeavour, was dazu führte, dass das Poupou nach England gelangte. Daraufhin befand sich das Poupou erstmals in London, anschließend möglicherweise in Schweden und gelangte von dort aus wahrscheinlich in das Kunsthistorische Museum in Wien. Der Ethnologe Volker Harms geht davon aus, dass das Poupou im Jahr 1937  aus der Privatsammlung des Geologen Ferdinand von Hochstetter an die ethnologische Sammlung Tübingens geschenkt wurde. Harms entdeckte das Poupou jedoch erst im Jahr 1996 und ordnete es mit Hilfe einer Tuschezeichnung des britischen Künstlers John Frederik Miller der ersten Südseeexpedition James Cooks zu. Die Zuordnung half dabei die Provenienz des Poupous zu erschließen und es dem Gebiet der Uawa-Bucht und der Te Aitanga-a-Hauiti Community zuzuordnen.

## Māori Dictionary
Im Māori Dictionary steht Poupou
- als Verb für: auf seinem Höhepunkt, auf dem Meridian, in der Höhe zu sein,
- als Modifikator für: steil, senkrecht, aufrecht,
- als Nomen für: Mauersäulen, Pfosten, Pfahl, aufrechte Platten, die das Gerüst der Hauswände bilden, geschnitzte Wandfiguren, Pflock, Pfahl oder
- als Nomen für: Schwiegervater, Schwiegermutter.[10]